# بلخنون ماجلاني
بلخنون ماجلاني (الاسم العلمي:Blechnum magellanicum) هو نوع من النبات يتبع جنس البلخنون من الفصيلة البلخنونية.